# Louis-Henri-Charles-Georges Suffren
Louis-Henri-Charles-Georges Suffren, francoski general, * 5. oktober 1887, † 11. junij 1952.